# إدوارد فيتزباتريك
إدوارد فيتزباتريك (بالإنجليزية: Edward Fitzpatrick)‏ هو محرر أمريكي، ولد في 29 أغسطس 1884 في نيويورك في الولايات المتحدة، وتوفي في 13 سبتمبر 1960.